# شهرستان سروستان
شهرستان سروستان، یکی از شهرستان‌های استان فارس می‌باشد که در ناحیهٔ مرکزی این استان واقع شده است. مرکز این شهرستان، شهر سروستان می‌باشد. جمعیت این شهرستان بر پایه سرشماری سال ۱۳۹۵ برابر با ۳۸٬۱۱۴ تن بوده است.

## تقسیمات
- بخش مرکزی
  - دهستان شوریجه
  - دهستان سروستان

شهر: سروستان
- بخش کوهنجان
  - دهستان کوهنجان
  - دهستان مهارلو

شهر: کوهنجان

## تاریخچه
بر اساس شواهد موجود پیدایش و تکوین حیات اجتماعی در سروستان به گذشته باستانی به ویژه عصر ساسانی بازمی‌گردد. وجود ده‌ها اثر معتبر تاریخی و ظهور و درخشش مشاهیر علم و ادب درخطهٔ سروستان، تجلی دیرینگی و عمق ریشه‌های فرهنگی و مدنی این منطقه، در تاریخ ایران‌زمین می‌باشد.
منطقهٔ سروستان با حدود ۴۲٬۰۰۰ نفر جمعیت از معدود شهرهای کشور است که از موقعیت ارتباطی ویژه‌ای برخوردار است. قرار گرفتن سروستان در مسیر محورهای ارتباطی شرق - غرب و شمال - جنوب (در حال احداث) و دسترسی به استان‌ها و شهرهای بزرگ جنوبی و شرقی و جزایر و بنادر خلیج فارس، این منطقه را به حساس‌ترین گذرگاه جنوب کشور مبدل ساخته است.
از لحاظ اقتصادی، منطقه سروستان قطب بزرگ کشت محصولات باغی و زراعی همچون پسته، زیتون و … می‌باشد و در کنار آن با توسعه و گسترش مراکز صنعتی، بهره‌برداری از منابع نفتی در آینده نزدیک، این منطقه به یکی از کانون‌های عمده صنعت و انرژی کشور تبدیل می‌شود.
همچنین عبور دو خط اصلی شبکه انتقال گاز سراسری و شبکه فیبرنوری بر اهمیت این منطقه افزوده است.
منطقهٔ سروستان با وجود چشم‌اندازهای متنوع طبیعی و آثار تاریخی معتبر و جهانی، همچون کاخ ساسان، مقبره شیخ یوسف و … یکی از پایگاه‌های عمدهٔ جلب توریست داخلی و خارجی به شمارمی رود. از منظر فرهنگی از گذشته دور تا کنون عمده‌ترین وجه تمایز منطقهٔ سروستان با سایر مناطق، شاخصه فرهنگی آن بوده است.
از سوی دیگر توسعه و گسترش مراکز آموزش عالی طی سال‌های اخیر از جمله توسعهٔ دانشگاه آزاد اسلامی، دانشگاه پیام نور (در حال پیگیری) و هنرستان فنی مکانیک خودرو (زیر نظر شرکت ایران خودرو) این منطقه را به یکی از قطب‌های بزرگ علمی و دانشگاهی کشور تبدیل می‌کند.
در کنار آن اجرای طرح‌های بزرگ ملی در دست اجرا از جمله طرح انتقال آب‌های سطحی شیراز به دشت سروستان، چهار بانده شدن محور شیراز - سروستان فسا، بهره‌برداری از ۹ حلقه چاه نفت، گسترش باغات پسته و زیتون، گسترش و راه‌اندازی طرح‌های جدید در شهرک صنعتی منطقهٔ سروستان می‌باشد.

## آثار تاریخی

کاخ ساسانی سروستان.

کاخ ساسان سروستان (شکارگاه بهرام ساسانی)
کاخ ساسان در ۱۳ کیلومتری نیم‌روز (جنوب) شهرسان سروستان به فاصلهٔ ۱ ساعت از شیراز واقع شده است. این کاخ از دید زمانی احتمالاً به بهرام پنجم ساسانی منسوب است. این کاخ همانند آتشکدهٔ فیروزآباد است ولی از آن بسیار پیچیده‌تر و پر تاق و گنبدتر است. اندازهٔ آن ۳۷*۴۳ متر است. در این سازهٔ ساسانی به ستون‌ها و گنبدها و تاق‌های بی همتایی در میان سازه‌های ساسانی برمی‌خوریم. با توجه به زمین‌های پیرامون این کاخ می‌توان گمان برد این همان نخجیرگاه بزرگی است که بهرام گور (فرزند یزدگرد یکم) در آن به شکار می‌پرداخته است.
مجموعه تاریخی سروستان که قدیمی‌ترین گنبد آجری کشور را در خود جای داده در زمان بهرام گور ساخته شده و به عنوان کوشکی شکاری مورد استفاده قرار می‌گرفته است. کاخ سروستان در استان فارس و در ۹ کیلومتری جنوب شهر سروستان در دشتی وسیع جای گرفته است. این کاخ از سنگ و گچ ساخته شده است و کل مجموعه ۲۵ هکتار وسعت دارد. این بنا که از با شکوه‌ترین کاخ‌های ساسانی است در آن زمان مقدس بوده است. بخش‌های مختلف این بنا شامل یک ایوان ورودی و گنبدی در مرکز و حیاط است. این کاخ نسبت به دیگر بناهای این دوره از فن معماری و پلان‌های پیچیده و کامل تری دارد.
مجموعه کاخ ساسانی سروستان در استان فارس و در ۹ کیلومتری جنوب شهر سروستان در بخش شرقی شهرستان شیراز قرار دارد. این کاخ در زمان بهرام گور ساسانی ساخته شده و به عنوان اقامتگاه شکارگاهی کاربرد داشته است. این کاخ که از سنگ و گچ ساخته شده، یکی از قدیمی‌ترین گنبدهای آجری کشور را در خود جای داده و نسبت به دیگر بناهای این دوره چون کاخ فیروزآباد از معماری و طرح‌های پیچیده و کامل‌تری برخوردار است.